# ベルトラン・レイバ・カルテル
ベルトラン・レイバ・カルテル（スペイン語: Cártel de los Beltrán Leyva、略称：CBL）は、メキシコの犯罪組織、麻薬カルテル。
シナロア・カルテルの幹部だったアルトゥロ、カルロス、アルフレド、エクトルのベルトラン・レイバ4兄弟が、内部抗争を経て2008年に立ち上げた組織。シナロア・カルテルと対立するガルフ・カルテルなどと手を組んだため、政府のみならずシナロア・カルテルとも激しい抗争を繰り広げた。他の組織同様、政府や警察、軍関係者に協力を強要、非協力者や裏切り者を多数処刑したことから、2000年代のメキシコ国内を大混乱に陥れた（→メキシコ麻薬戦争を参照）。大物幹部が殺害・逮捕されたのに伴い、2010年に壊滅した。

## 摘発
2009年12月16日、メキシコ海軍がクエルナバカ市に存在したベルトラン・レイバ・カルテルの拠点を襲撃。アルトゥロら幹部の多数を射殺した他、協力者リストが押収された。翌年8月には、幹部エドガー・バルデス・ビジャレアル容疑者が拘束された。